# Suicide
Suicide war ein US-amerikanisches Duo der elektronischen Musik aus New York. Ihre aktive Zeit umfasste die 1970er und 1980er Jahre. Danach erfolgten noch einige temporäre Reunions. Als Pioniere beim Einsatz von Synthesizer und Drummachine liegt die besondere Bedeutung von Suicide in der Vorbildfunktion für nachfolgende Bands und Musiker. 2002 erschien mit American Supreme ihr fünftes und letztes Studioalbum.

## Stil und Auftreten

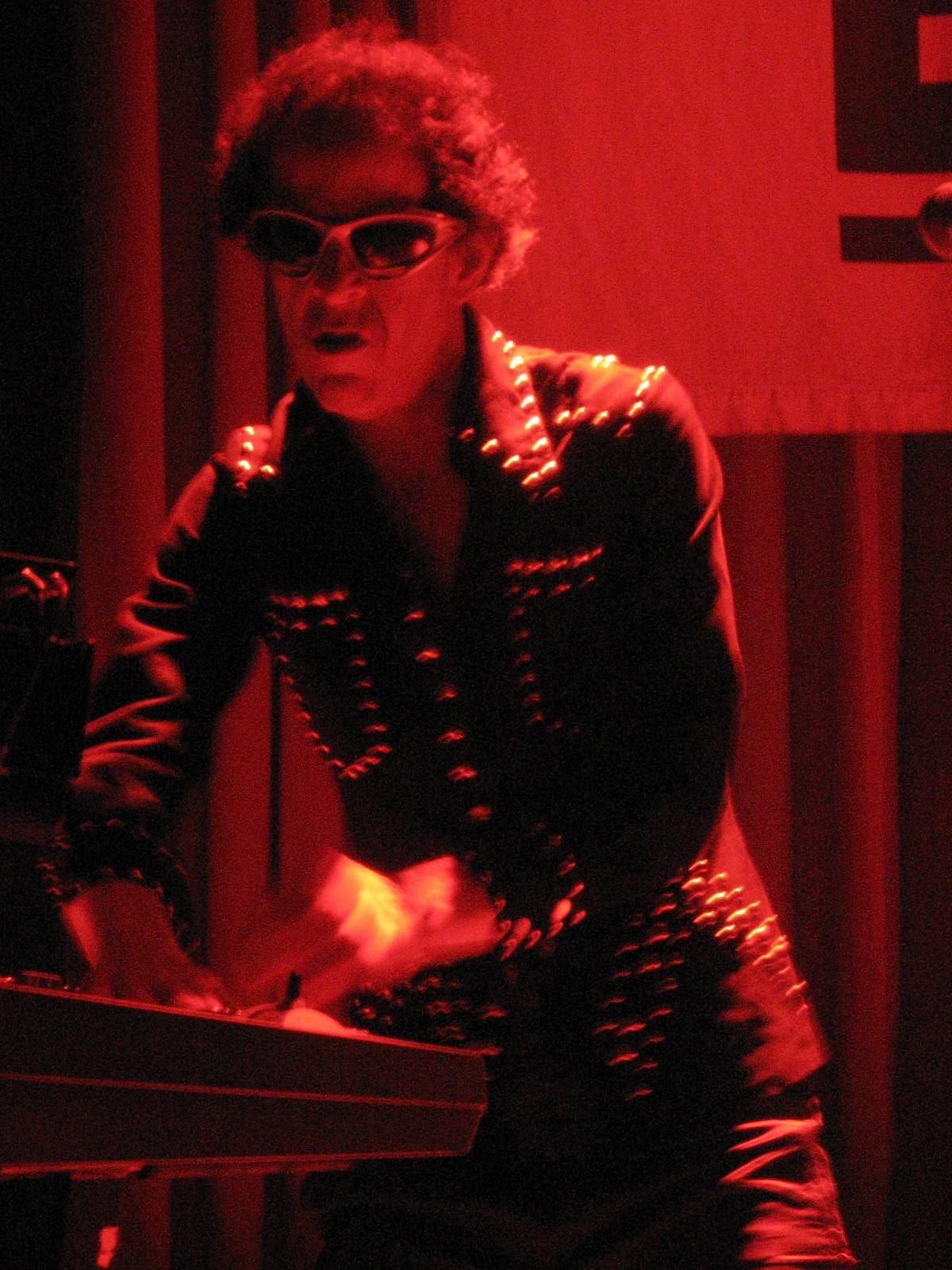
Martin Rev (2005)

Mit einem von diversen Effekten verzerrten Gesang, der nur von Synthesizer und einem Drumcomputer begleitet wurde, erzeugten die beiden Musiker dramatische, emotional verstörende Songs, in denen neurotisch-unheimliche, albtraumhafte Stimmungen mit teilweise sehr poetischen Texten und vor allem auch mit sehr schönen, einfachen Melodien kontrastierten. Bei Konzerten inszenierte sich das Duo als eine Art „Endzeittheater“. 
Bandmitglied Alan Vega sagte in einem Interview zu einem Konzert im New Yorker Musik-Club CBGBs:

„Die anderen, die im CBGBs spielten, sagten den Leuten: ‚Da draußen auf den Straßen von New York ist die Hölle‘. Wir wollten ihnen sagen: "Das da draußen ist eigentlich harmlos, verglichen mit dem, was wir hier treiben. Hier unten ist die Hölle."“

Seit jeher zog sich die Auseinandersetzung mit dem Amerikanischen Traum sowie Albtraum durch die Texte des Duos. Die desillusionierende Thematik fand ihre Entsprechung in desillusionierender Musik und einem provokanten Auftreten. Suicide wichen der Konfrontation mit einem in den 1970er Jahren noch weitgehend verständnislosen Publikum nicht aus, dennoch mussten einige Konzerte vorzeitig abgebrochen werden. Auch 25 Jahre nach ihrem Debütalbum spielten Suicide noch ihren typischen Stil zwischen Minimal Techno (Martin Revs reduziertes Keyboardspiel) und Rockabilly (Alan Vegas unter anderem von Elvis beeinflusster Gesangsstil), nun jedoch mit Bezügen zu aktueller elektronischer Musik.
Sowohl Suicide als auch Alan Vega werden noch heute von vielen Musikern als Vorbilder genannt und verehrt. Besonders der Musiker und Verleger Henry Rollins hat sich um die Erinnerung an Suicide verdient gemacht. Auch der Rolling Stone zollte dem Duo durch die Aufnahme ihres Debütalbums in die 500 besten Alben aller Zeiten Tribut.
Sänger Alan Vega starb 2016 im Alter von 78 Jahren. Ihren letzten gemeinsamen Auftritt als Suicide hatten Vega und Rev im Juli 2015 in London. Ihre letzte Tournee spielten sie 2010/11.

## Diskografie
Studioalben
- 1977: Suicide
- 1980: Suicide: Alan Vega and Martin Rev
- 1988: A Way of Life
- 1992: Why Be Blue?
- 2002: American Supreme

Livealben
- 1978: 21½ Minutes in Berlin/23 Minutes in Brussels
- 1978: 23 Minutes Over Brussels
- 1981: Half Alive
- 1986: Ghost Rider
- 1997: Zero Hour
- 2004: Attempted: Live at Max’s Kansas City 1980
- 2008: Live 1977-1978